# ハンス・モーザー (俳優)
ハンス・モーザー （Hans Moser、1880年 - 1964年） は、オーストリアの俳優である。
ヴィリ・フォルスト監督のオーストリア映画で脇役として出演した。「未完成交響楽」のルイーゼ・ウルリッヒ演じる質屋の娘の父親、「たそがれの維納」の庭師、「ブルグ劇場」では仕立屋の役を演じた。

## 作品
日本公開作品のみ。
- 未完成交響楽 Leise flehen meine Lieder（1933年）
- 青空を衾に Frasquita（1934年）
- たそがれの維納 Maskerade（1934年）
- 春のパレード Frühjahrsparade（1934年）
- 郷愁 Hohe Schule（1934年）
- ハンガリア夜曲 Die ganze Welt dreht sich um Liebe（1935年）
- ブルグ劇場 Burgtheater（1936年）
- 銀盤のリズム Symphonie in Gold（1956年）